# Robert Hustin
Pour les articles homonymes, voir Hustin.
Robert Hustin est un footballeur belge né le 13 octobre 1886 à Bruxelles et mort en 1960 à Uccle,.
Il a été gardien de but au Racing Club de Bruxelles avant la guerre 14-18. Trois fois deuxième du Championnat de Belgique, en 1904, 1905 et 1907, il remporte finalement le championnat, en 1908. 
Il devient international le 7 mai 1905, sur le terrain du Racing à Bruxelles, pour une écrasante victoire sur la France, 7 à 0. Mais le 12 avril 1908, il doit déclarer forfait pour une sélection, à Paris, contre la France, ne pouvant pas être libéré par son employeur. Son coéquipier du Racing et remplaçant Henri Leroy en profite pour prendre sa place et briller durant le match. Robert Hustin joue pourtant la rencontre suivante des Belges, six jours après, mais c'est une cuisante défaite contre l'Angleterre, à domicile, 2-8. Il aura deux autres sélections en 1909 mais il perdra ensuite définitivement sa place chez les Diables Rouges.

## Palmarès
- International belge de 1905 à 1909 (10 sélections)
- Première sélection : le 7 mai 1905, Belgique-France, 7-0  (match amical)
- Champion de Belgique en 1908 avec le Racing Club de Bruxelles
- Vainqueur de la Coupe de Belgique en 1912 avec le Racing Club de Bruxelles